# Sapnay
Miłość ma wiele imion (tamil. மின்சார கனவு / Minsaara Kanavu) – indyjski melodramat z 1997 roku w reżyserii Rajiva Menona. Zdjęcia kręcono w stanach Tamilnadu i Himachal Pradesh.

## Fabuła
Największym marzeniem Priyi (Kajol) wychowanej w szkole katolickiej jest zostanie zakonnicą. Jednak tego pomysłu nie pochwala ojciec dziewczyny. W Priyi od dłuższego czasu jest zakochany Thomas (Arvind Swamy), jednak z powodu swej nieśmiałości, nie potrafi wyznać tego dziewczynie. Kiedy dowiaduje się, że ma stracić ukochaną, prosi o pomoc Deva (Prabhu Deva). Chłopak ma zmienić zamiary dziewczyny. Mimo początkowego planu, wszystko się komplikuje, a Priya zamiast w Thomasie, zakochuje się w Devie.

## Obsada
- Kajol – Priya
- Arvind Swamy – Thomas
- Prabhu Deva – Dev
- Balasubramaniam S.P. – Ojciec Thomasa
- Arundathi Nag
- Girish Karnad – Amal Ray
- Ramaswamy V.K